# Omiodes maculicostalis
Omiodes maculicostalis is een vlinder uit de familie van de grasmotten (Crambidae). De wetenschappelijke naam van deze soort is voor het eerst voorgesteld als Coenostola maculicostalis door George Francis Hampson in een publicatie uit 1893.
De soort komt voor in Sri Lanka.